# デカメチルフェロセン
デカメチルフェロセンまたはビス (ペンタメチルシクロペンタジエニル) 鉄(II) は、化学式 Fe(C
5(CH
3)
5)
2 または C
20H
30Fe で表わされる化合物である。二つのペンタメチルシクロペンタジエニルアニオン (CP*-, (CH
3)
5C−
5) の間に鉄 (II) カチオン Fe2+ が配位結合で挟まれたサンドイッチ化合物である。フェロセンのシクロペンタジエニル環のすべての水素をメチル基で置き換えた誘導体と見ることもできる。名称と式は、しばしば DmFe, Me10Fc または FeCp*2 と略される。
この化合物は、黄色の結晶性の塊で、化学研究室では弱い還元剤として用いられる。Fe(II) コアは容易に酸化されてFe(III) となり、一価のデカメチルフェロセニウムカチオンが生じ、より高い酸化状態になる。

## 調製
デカメチルフェロセンは、ペンタメチルシクロペンタジエンからフェロセンと同じ方法で調製される。この方法で他のデカメチルシクロペンタジエニルサンドイッチ化合物を作ることができる。 
2 Li(C5Me5) + FeCl2 → Fe(C5Me5)2 + 2 LiCl
生成物は昇華によって精製することができる。FeCp*2 を構成している Cp* リングは、堅固なものでなくふらついている。鉄と各炭素との平均距離は、約 2.050 Å である。この構造はX線結晶構造解析によって確かめられた
。

## 酸化還元反応
Fe(II) は容易に酸化されて Fe(III) になるから、デカメチルフェロセンはフェロセンと同じように安定なカチオンを生成する。Cp* リング上の電子供与性のメチル基のためデカメチルフェロセンはフェロセンより還元性が強い。アセトニトリル溶液中で、[FeCp*2]+/0 カップルの還元電位は、[FeCp
2]0/+
 リファレンス (−0.48 V vs Fc/Fc+ in CH
2Cl
2) と比較して -0.59 V である。酸素は、酸性溶液中でデカメチルフェロセンに還元されて過酸化水素になる。デカメチルフェロセンは強力な酸化剤 (e.g. SbF
5 or AsF
5 in SO
2, or XeF+/Sb
2F−
11 in HF/SbF
5) で酸化されて Fe(IV) コアを持つジカチオン (二価の陽イオン) になる。Sb
2F−
11塩では、Cp* リングは並行である。一方、SbF−
6塩の結晶構造の中で、Cp* リングは 17° 傾いていることが観測される
。